# Ruskola

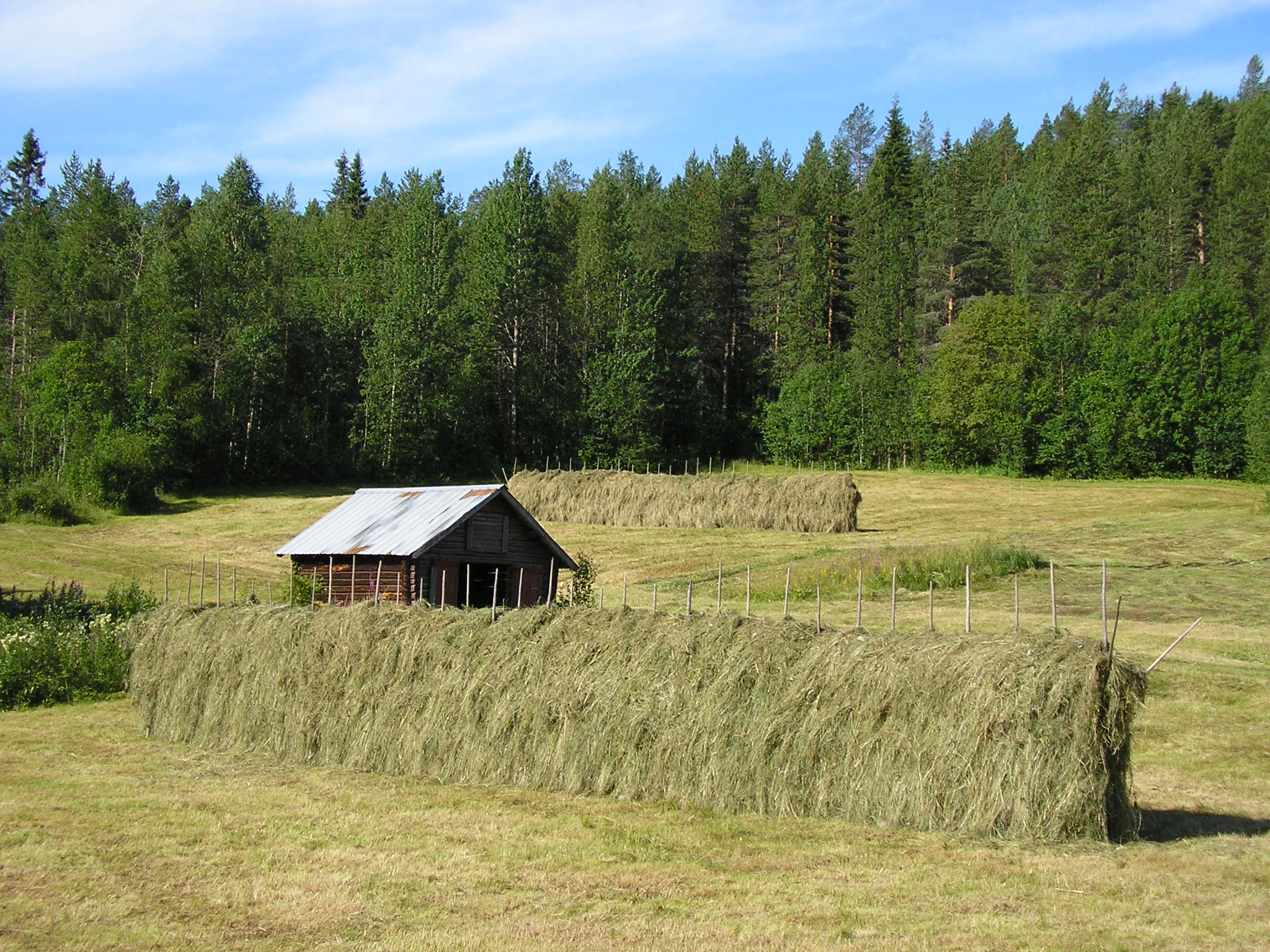
Hässjor i Ruskola.

Ruskola är en by vid Torne älv i Övertorneå kommun. Norra delen av byn är sammanväxt med Övertorneå tätort.
Norra delen av byn har berget Isovaara i väster. Södra delen av byn har berget Käyrävaara i väster. På Käyrävaara finns en skidanläggning med två slalombackar och en barnbacke.
I Ruskola ligger den så kallade Ekobyn. Befolkningen i Ruskola ökade markant i början av 1990-talet till följd av utbyggnaden av Ekobyn och det nya bostadsområdet i norra delen.